# 5e étape du Tour d'Espagne 2021
Pour un article plus général, voir Tour d'Espagne 2021.
La 5e étape du Tour d'Espagne 2021 se déroule le mercredi 18 août 2021, entre Tarancón et Albacete, sur une distance de 184,4 km.

## Déroulement de l'étape
Tout comme lors des deuxième et quatrième étapes, trois coureurs espagnols représentant des équipes Pro-Teams attaquent en première partie de l'étape et prennent de l'avance sur le peloton. Ces trois hommes sont Pelayo Sánchez (Burgos BH), Oier Lazkano (Caja Rural) et Xabier Mikel Azparren (Euskaltel-Euskadi), déjà à l'attaque lors de la 2ème étape. L'écart avec le peloton grimpe jusqu'à plus de six minutes à 100 kilomètres de l'arrivée. En vue de l'arrivée, l'écart fond et Lazcano est le dernier des fuyards à être repris par le peloton à une quinzaine de kilomètres d'Albacete où se juge l'arrivée. À 11,7 km du terme, une importante chute se produit à hauteur du premier quart du peloton. Parmi les coureurs victimes  de cette chute, le maillot rouge estonien Rein Taaramäe (Intermarché-Wanty Gobert), déjà tombé la veille, ne peut rejoindre l'avant du peloton et perd sa tunique de leader au profit du Français Kenny Elissonde (Trek-Segafredo). Le sprint est remporté par le Belge Jasper Philipsen qui signe une deuxième victoire dans cette Vuelta.

## Résultats

### Classement de l'étape
| \| Classement de l'étape \| Classement de l'étape \| Classement de l'étape \| Classement de l'étape \| Classement de l'étape \| \| Coureur \| Coureur \| Pays \| Équipe \| Temps \| \| --------------------- \| --------------------------- \| --------------------- \| ---------------------------------- \| --------------------- \| \| 1er \| Jasper Philipsen \| Belgique \| Alpecin-Fenix \| 4 h 24 min 41 s \| \| 2e \| Fabio Jakobsen \| Pays-Bas \| Deceuninck-Quick Step \| + 0 s \| \| 3e \| Alberto Dainese \| Italie \| Team DSM \| + 0 s \| \| 4e \| Sebastián Molano \| Colombie \| UAE Team Emirates \| + 0 s \| \| 5e \| Piet Allegaert \| Belgique \| Cofidis \| + 0 s \| \| 6e \| Jon Aberasturi \| Espagne \| Caja Rural-Seguros RGA \| + 0 s \| \| 7e \| Jordi Meeus \| Belgique \| Bora-Hansgrohe \| + 0 s \| \| 8e \| Riccardo Minali \| Italie \| Intermarché-Wanty-Gobert Matériaux \| + 0 s \| \| 9e \| Reinardt Janse van Rensburg \| Afrique du Sud \| Qhubeka NextHash \| + 0 s \| \| 10e \| Arnaud Démare \| France \| Groupama-FDJ \| + 0 s \| |                             |                |                                    |                 |
| |                             |                |                                    |                 |
| Source : ProCyclingStats |                             |                |                                    |                 |
| Classement de l'étape |                             |                |                                    |                 |
| Coureur | Coureur                     | Pays           | Équipe                             | Temps           |
| 1er | Jasper Philipsen            | Belgique       | Alpecin-Fenix                      | 4 h 24 min 41 s |
| 2e | Fabio Jakobsen              | Pays-Bas       | Deceuninck-Quick Step              | + 0 s           |
| 3e | Alberto Dainese             | Italie         | Team DSM                           | + 0 s           |
| 4e | Sebastián Molano            | Colombie       | UAE Team Emirates                  | + 0 s           |
| 5e | Piet Allegaert              | Belgique       | Cofidis                            | + 0 s           |
| 6e | Jon Aberasturi              | Espagne        | Caja Rural-Seguros RGA             | + 0 s           |
| 7e | Jordi Meeus                 | Belgique       | Bora-Hansgrohe                     | + 0 s           |
| 8e | Riccardo Minali             | Italie         | Intermarché-Wanty-Gobert Matériaux | + 0 s           |
| 9e | Reinardt Janse van Rensburg | Afrique du Sud | Qhubeka NextHash                   | + 0 s           |
| 10e | Arnaud Démare               | France         | Groupama-FDJ                       | + 0 s           |

## Classements à l'issue de l'étape

### Classement général
| \| Classement général \| Classement général \| Classement général \| Classement général \| Classement général \| \| Coureur \| Coureur \| Pays \| Équipe \| Temps \| \| ------------------ \| ------------------ \| ------------------ \| ------------------ \| ------------------ \| \| 1er \| Kenny Elissonde \| France \| Trek-Segafredo \| 17 h 33 min 57 s \| \| 2e \| Primož Roglič \| Slovénie \| Jumbo-Visma \| + 5 s \| \| 3e \| Lilian Calmejane \| France \| AG2R Citroën Team \| + 10 s \| \| 4e \| Enric Mas \| Espagne \| Movistar Team \| + 20 s \| \| 5e \| Miguel Ángel López \| Colombie \| Movistar Team \| + 26 s \| \| 6e \| Alejandro Valverde \| Espagne \| Movistar Team \| + 32 s \| \| 7e \| Giulio Ciccone \| Italie \| Trek-Segafredo \| + 32 s \| \| 8e \| Egan Bernal \| Colombie \| Ineos Grenadiers \| + 32 s \| \| 9e \| Mikel Landa \| Espagne \| Bahrain Victorious \| + 44 s \| \| 10e \| Gino Mäder \| Suisse \| Bahrain Victorious \| + 45 s \| |                    |          |                    |                  |
| |                    |          |                    |                  |
| Source : ProCyclingStats |                    |          |                    |                  |
| Classement général |                    |          |                    |                  |
| Coureur | Coureur            | Pays     | Équipe             | Temps            |
| 1er | Kenny Elissonde    | France   | Trek-Segafredo     | 17 h 33 min 57 s |
| 2e | Primož Roglič      | Slovénie | Jumbo-Visma        | + 5 s            |
| 3e | Lilian Calmejane   | France   | AG2R Citroën Team  | + 10 s           |
| 4e | Enric Mas          | Espagne  | Movistar Team      | + 20 s           |
| 5e | Miguel Ángel López | Colombie | Movistar Team      | + 26 s           |
| 6e | Alejandro Valverde | Espagne  | Movistar Team      | + 32 s           |
| 7e | Giulio Ciccone     | Italie   | Trek-Segafredo     | + 32 s           |
| 8e | Egan Bernal        | Colombie | Ineos Grenadiers   | + 32 s           |
| 9e | Mikel Landa        | Espagne  | Bahrain Victorious | + 44 s           |
| 10e | Gino Mäder         | Suisse   | Bahrain Victorious | + 45 s           |

| Classement par points | Classement par points | Classement par points | Classement par points              | Classement par points |
| Coureur               | Coureur               | Pays                  | Équipe                             | Points                |
| --------------------- | --------------------- | --------------------- | ---------------------------------- | --------------------- |
| 1er                   | Jasper Philipsen      | Belgique              | Alpecin-Fenix                      | 131 pts               |
| 2e                    | Fabio Jakobsen        | Pays-Bas              | Deceuninck-Quick Step              | 130 pts               |
| 3e                    | Arnaud Démare         | France                | Groupama-FDJ                       | 50 pts                |
| 4e                    | Alex Aranburu         | Espagne               | Astana-Premier Tech                | 50 pts                |
| 5e                    | Michael Matthews      | Australie             | BikeExchange                       | 43 pts                |
| 6e                    | Alberto Dainese       | Italie                | Team DSM                           | 43 pts                |
| 7e                    | Piet Allegaert        | Belgique              | Cofidis                            | 37 pts                |
| 8e                    | Sebastián Molano      | Colombie              | UAE Team Emirates                  | 36 pts                |
| 9e                    | Rein Taaramäe         | Estonie               | Intermarché-Wanty-Gobert Matériaux | 33 pts                |
| 10e                   | Jon Aberasturi        | Espagne               | Caja Rural-Seguros RGA             | 32 pts                |

| Classement par points | Classement par points | Classement par points | Classement par points              | Classement par points |
| Coureur               | Coureur               | Pays                  | Équipe                             | Points                |
| --------------------- | --------------------- | --------------------- | ---------------------------------- | --------------------- |
| 1er                   | Jasper Philipsen      | Belgique              | Alpecin-Fenix                      | 131 pts               |
| 2e                    | Fabio Jakobsen        | Pays-Bas              | Deceuninck-Quick Step              | 130 pts               |
| 3e                    | Arnaud Démare         | France                | Groupama-FDJ                       | 50 pts                |
| 4e                    | Alex Aranburu         | Espagne               | Astana-Premier Tech                | 50 pts                |
| 5e                    | Michael Matthews      | Australie             | BikeExchange                       | 43 pts                |
| 6e                    | Alberto Dainese       | Italie                | Team DSM                           | 43 pts                |
| 7e                    | Piet Allegaert        | Belgique              | Cofidis                            | 37 pts                |
| 8e                    | Sebastián Molano      | Colombie              | UAE Team Emirates                  | 36 pts                |
| 9e                    | Rein Taaramäe         | Estonie               | Intermarché-Wanty-Gobert Matériaux | 33 pts                |
| 10e                   | Jon Aberasturi        | Espagne               | Caja Rural-Seguros RGA             | 32 pts                |

| Classement de la montagne | Classement de la montagne | Classement de la montagne | Classement de la montagne          | Classement de la montagne |
| Coureur                   | Coureur                   | Pays                      | Équipe                             | Points                    |
| ------------------------- | ------------------------- | ------------------------- | ---------------------------------- | ------------------------- |
| 1er                       | Rein Taaramäe             | Estonie                   | Intermarché-Wanty-Gobert Matériaux | 10 pts                    |
| 2e                        | Kenny Elissonde           | France                    | Trek-Segafredo                     | 7 pts                     |
| 3e                        | Joe Dombrowski            | États-Unis                | UAE Team Emirates                  | 6 pts                     |
| 4e                        | Tobias Bayer              | Autriche                  | Alpecin-Fenix                      | 5 pts                     |
| 5e                        | Sepp Kuss                 | États-Unis                | Jumbo-Visma                        | 3 pts                     |
| 6e                        | Lilian Calmejane          | France                    | AG2R Citroën Team                  | 3 pts                     |
| 7e                        | Antonio Jesús Soto        | Espagne                   | Euskaltel-Euskadi                  | 3 pts                     |
| 8e                        | Sep Vanmarcke             | Belgique                  | Israel Start-Up Nation             | 2 pts                     |
| 9e                        | Enric Mas                 | Espagne                   | Movistar Team                      | 1 pt                      |
| 10e                       | Rui Oliveira              | Portugal                  | UAE Team Emirates                  | 1 pt                      |

| Classement de la montagne | Classement de la montagne | Classement de la montagne | Classement de la montagne          | Classement de la montagne |
| Coureur                   | Coureur                   | Pays                      | Équipe                             | Points                    |
| ------------------------- | ------------------------- | ------------------------- | ---------------------------------- | ------------------------- |
| 1er                       | Rein Taaramäe             | Estonie                   | Intermarché-Wanty-Gobert Matériaux | 10 pts                    |
| 2e                        | Kenny Elissonde           | France                    | Trek-Segafredo                     | 7 pts                     |
| 3e                        | Joe Dombrowski            | États-Unis                | UAE Team Emirates                  | 6 pts                     |
| 4e                        | Tobias Bayer              | Autriche                  | Alpecin-Fenix                      | 5 pts                     |
| 5e                        | Sepp Kuss                 | États-Unis                | Jumbo-Visma                        | 3 pts                     |
| 6e                        | Lilian Calmejane          | France                    | AG2R Citroën Team                  | 3 pts                     |
| 7e                        | Antonio Jesús Soto        | Espagne                   | Euskaltel-Euskadi                  | 3 pts                     |
| 8e                        | Sep Vanmarcke             | Belgique                  | Israel Start-Up Nation             | 2 pts                     |
| 9e                        | Enric Mas                 | Espagne                   | Movistar Team                      | 1 pt                      |
| 10e                       | Rui Oliveira              | Portugal                  | UAE Team Emirates                  | 1 pt                      |

| Classement du meilleur jeune | Classement du meilleur jeune | Classement du meilleur jeune | Classement du meilleur jeune | Classement du meilleur jeune |
| Coureur                      | Coureur                      | Pays                         | Équipe                       | Temps                        |
| ---------------------------- | ---------------------------- | ---------------------------- | ---------------------------- | ---------------------------- |
| 1er                          | Egan Bernal                  | Colombie                     | Ineos Grenadiers             | 17 h 34 min 29 s             |
| 2e                           | Gino Mäder                   | Suisse                       | Bahrain Victorious           | + 13 s                       |
| 3e                           | Aleksandr Vlasov             | Russie                       | Astana-Premier Tech          | + 16 s                       |
| 4e                           | Juan Pedro López             | Espagne                      | Trek-Segafredo               | + 59 s                       |
| 5e                           | Simon Carr                   | Royaume-Uni                  | EF Education-Nippo           | + 1 min 02 s                 |
| 6e                           | Tobias Bayer                 | Autriche                     | Alpecin-Fenix                | + 1 min 12 s                 |
| 7e                           | Mark Padun                   | Ukraine                      | Bahrain Victorious           | + 1 min 13 s                 |
| 8e                           | Jefferson Cepeda             | Équateur                     | Caja Rural-Seguros RGA       | + 1 min 41 s                 |
| 9e                           | Clément Champoussin          | France                       | AG2R Citroën Team            | + 1 min 44 s                 |
| 10e                          | Gotzon Martín                | Espagne                      | Euskaltel-Euskadi            | + 2 min 05 s                 |

| Classement du meilleur jeune | Classement du meilleur jeune | Classement du meilleur jeune | Classement du meilleur jeune | Classement du meilleur jeune |
| Coureur                      | Coureur                      | Pays                         | Équipe                       | Temps                        |
| ---------------------------- | ---------------------------- | ---------------------------- | ---------------------------- | ---------------------------- |
| 1er                          | Egan Bernal                  | Colombie                     | Ineos Grenadiers             | 17 h 34 min 29 s             |
| 2e                           | Gino Mäder                   | Suisse                       | Bahrain Victorious           | + 13 s                       |
| 3e                           | Aleksandr Vlasov             | Russie                       | Astana-Premier Tech          | + 16 s                       |
| 4e                           | Juan Pedro López             | Espagne                      | Trek-Segafredo               | + 59 s                       |
| 5e                           | Simon Carr                   | Royaume-Uni                  | EF Education-Nippo           | + 1 min 02 s                 |
| 6e                           | Tobias Bayer                 | Autriche                     | Alpecin-Fenix                | + 1 min 12 s                 |
| 7e                           | Mark Padun                   | Ukraine                      | Bahrain Victorious           | + 1 min 13 s                 |
| 8e                           | Jefferson Cepeda             | Équateur                     | Caja Rural-Seguros RGA       | + 1 min 41 s                 |
| 9e                           | Clément Champoussin          | France                       | AG2R Citroën Team            | + 1 min 44 s                 |
| 10e                          | Gotzon Martín                | Espagne                      | Euskaltel-Euskadi            | + 2 min 05 s                 |

| Classement par équipes | Classement par équipes             | Classement par équipes | Classement par équipes |
| Équipe                 | Équipe                             | Pays                   | Temps                  |
| ---------------------- | ---------------------------------- | ---------------------- | ---------------------- |
| 1re                    | UAE Team Emirates                  | Émirats arabes unis    | 52 h 42 min 44 s       |
| 2e                     | Movistar Team                      | Espagne                | + 22 s                 |
| 3e                     | Bahrain Victorious                 | Bahreïn                | + 50 s                 |
| 4e                     | Trek-Segafredo                     | États-Unis             | + 1 min 14 s           |
| 5e                     | Ineos Grenadiers                   | Royaume-Uni            | + 1 min 15 s           |
| 6e                     | Intermarché-Wanty-Gobert Matériaux | Belgique               | + 2 min 26 s           |
| 7e                     | AG2R Citroën Team                  | France                 | + 2 min 33 s           |
| 8e                     | EF Education-Nippo                 | États-Unis             | + 3 min 35 s           |
| 9e                     | Jumbo-Visma                        | Pays-Bas               | + 3 min 49 s           |
| 10e                    | Euskaltel-Euskadi                  | Espagne                | + 4 min 01 s           |

| Classement par équipes | Classement par équipes             | Classement par équipes | Classement par équipes |
| Équipe                 | Équipe                             | Pays                   | Temps                  |
| ---------------------- | ---------------------------------- | ---------------------- | ---------------------- |
| 1re                    | UAE Team Emirates                  | Émirats arabes unis    | 52 h 42 min 44 s       |
| 2e                     | Movistar Team                      | Espagne                | + 22 s                 |
| 3e                     | Bahrain Victorious                 | Bahreïn                | + 50 s                 |
| 4e                     | Trek-Segafredo                     | États-Unis             | + 1 min 14 s           |
| 5e                     | Ineos Grenadiers                   | Royaume-Uni            | + 1 min 15 s           |
| 6e                     | Intermarché-Wanty-Gobert Matériaux | Belgique               | + 2 min 26 s           |
| 7e                     | AG2R Citroën Team                  | France                 | + 2 min 33 s           |
| 8e                     | EF Education-Nippo                 | États-Unis             | + 3 min 35 s           |
| 9e                     | Jumbo-Visma                        | Pays-Bas               | + 3 min 49 s           |
| 10e                    | Euskaltel-Euskadi                  | Espagne                | + 4 min 01 s           |

## Abandons
- Aucun abandon.